# Communauté de communes Saône Beaujolais (vor 2017)
Die Communauté de communes Saône Beaujolais (vor 2017) ist ein ehemaliger französischer Gemeindeverband mit Rechtsform einer Communauté de communes im Département Rhône, dessen Verwaltungssitz sich in dem Ort Belleville befand. Er lag am Nordostrand des Départements und erstreckte sich vom rechten Ufer der Saône westwärts in das nördliche Beaujolais. Der Gemeindeverband bestand aus 29 Gemeinden auf einer Fläche von 347,6 km2.

## Aufgaben
Zu den vorgeschriebenen Kompetenzen gehörten die Entwicklung und Förderung wirtschaftlicher Aktivitäten und des Tourismus sowie die Raumplanung auf Basis eines Schéma de Cohérence Territoriale. Der Gemeindeverband bestimmte die Wohnungsbaupolitik und betrieb die Abwasserentsorgung (teilweise), die Müllabfuhr und ‑entsorgung sowie die Straßenmeisterei.
Zusätzlich baute und unterhielt der Verband Sporteinrichtungen und förderte Veranstaltungen im Bereich Kultur.

## Historische Entwicklung
Die Communauté de communes Saône Beaujolais entstand am 1. Januar 2014 aus dem Zusammenschluss der beiden Vorgängerverbände
- Communautés de communes de la région de Beaujeu aus 17 Gemeinden, gegründet Ende 1994 und
- Communautés de communes Beaujolais Val de Saône aus 11 Gemeinden, gegründet 1995.

Darüber hinaus wurde die Gemeinde Cenves Mitglied des neu gegründeten Verbandes.
Mit Wirkung vom 1. Januar 2017 fusionierte der Gemeindeverband mit der Communauté de communes du Haut Beaujolais und bildete unter Einbeziehung der Gemeinde Saint-Georges-de-Reneins die gleichnamige Nachfolgeorganisation Communauté de communes Saône-Beaujolais. Trotz der Namensgleichheit handelt es sich um eine Neugründung mit anderer Rechtspersönlichkeit.

## Ehemalige Mitgliedsgemeinden
Folgende 29 Gemeinden gehörten der Communauté de communes Saône Beaujolais an:
1. Avenas
2. Beaujeu
3. Belleville
4. Cenves
5. Cercié
6. Charentay
7. Chénas
8. Chiroubles
9. Corcelles-en-Beaujolais
10. Dracé
11. Émeringes
12. Fleurie
13. Juliénas
14. Jullié
15. Lancié
16. Lantignié
17. Les Ardillats
18. Marchampt
19. Odenas
20. Quincié-en-Beaujolais
21. Régnié-Durette
22. Saint-Didier-sur-Beaujeu
23. Saint-Étienne-la-Varenne
24. Saint-Jean-d’Ardières
25. Saint-Lager
26. Taponas
27. Vauxrenard
28. Vernay
29. Villié-Morgon